# Helinus lanceolatus
Helinus lanceolatus är en brakvedsväxtart som beskrevs av Nathaniel Wallich och Dietrich Brandis. Helinus lanceolatus ingår i släktet Helinus och familjen brakvedsväxter. Utöver nominatformen finns också underarten H. l. tomentella.